# Sam Hill (director)
Sam Hill es un director de televisión y productor de televisión estadounidense. Es conocido por su trabajo de dirección y producción en la serie de televisión CSI: Miami. Entre sus otros créditos de dirección se encuentran CSI: NY, Cult, Body of Proof, Almost Human, Believe, Forever y Scorpion.
Antes de trabajar en televisión, Hill trabajó como asistente de dirección de cine, destacando en películas como Cruel Intentions (1999), Cruel Intentions 2 (2001) y The Sweetest Thing (2002), todas dirigidas por Roger Kumble.

## Filmografía
Como productor
| Año       | Serie                | Número de episodios (donde Hill fue productor) |
| --------- | -------------------- | ---------------------------------------------- |
| 2005-2006 | El juego de la tarde | 1 episodio                                     |
| 2005-2010 | CSI Miami            | 94 El episodio                                 |

Como asistente de dirección
| Año       | Serie                              | Número de episodios (donde Hill fue asistente de dirección) |
| --------- | ---------------------------------- | ----------------------------------------------------------- |
| 2002-2003 | Buffy - Cazavampiros               | 16 El episodio                                              |
| 2002-2003 | Los misterios del inspector Lynley | 1 episodio                                                  |
| 2003-2004 | CSI Miami                          | 15 El episodio                                              |

Como director de producción
| Año       | Serie     | Número de episodios (donde Hill fue productor ejecutivo) |
| --------- | --------- | -------------------------------------------------------- |
| 2004-2006 | CSI Miami | 46                                                       |

Como director
| Año       | Serie           | Número de episodios (que dirigió Hill) |
| --------- | --------------- | -------------------------------------- |
| 2005-2012 | CSI Miami       | 37 El episodio                         |
| 2012      | CSI: Nueva York | 1 episodio                             |
| 2014      | Para siempre    | 1 episodio                             |
| 2015      | Constantino     | 1 episodio                             |
| 2019-2020 | Lucifer         | 2 El episodio                          |
| 2022      | CSI: Las Vegas  | 1 episodio                             |

### Películas (como asistente de dirección)
- 1995: Redneck
- 1997: Sed de revancha
- 2000: Cruel Intentions 2
- 2002: La cosa más dulce